# 阿貝里奧蘇格蘭鐵路

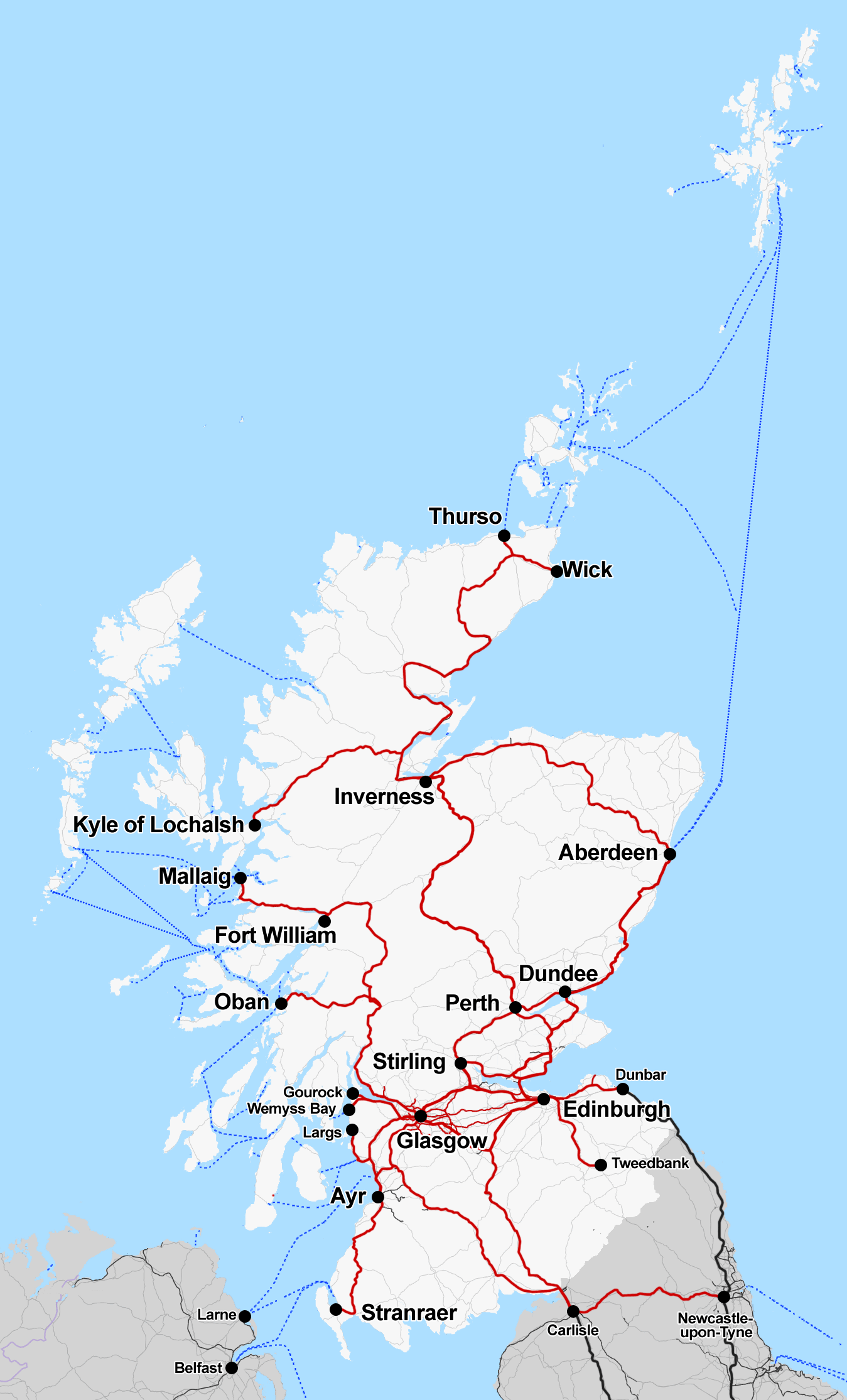
蘇格蘭鐵路網

阿貝里奧蘇格蘭鐵路（Abellio ScotRail）是英國蘇格蘭的一家鐵路運營公司，也是阿貝里奧集團的下屬企業之一。自2015年4月1日開始，阿貝里奧蘇格蘭鐵路成為蘇格蘭地區的鐵路運營企業。現在除了加勒多尼臥舖列車之外，蘇格蘭境內的鐵路均由該企業運營。

## 外部連結
维基共享资源上的相關多媒體資源：阿貝里奧蘇格蘭鐵路
- 官方网站